# Quatre Muntanyes
Quatre Muntanyes (xinès tradicional: 四嶽; xinès simplificat: 四岳; pinyin: Siyue) té diverses maneres d'interpretar-se a partir de la mitologia xinesa o el més antic nivell de la història de la Xina, per exemple, es tracta d'una persona o quatre persones o quatre déus, segons la font específica. Les figures ocupen un lloc destacat en el mite de la gran inundació de Gun-Yu, i amb altres mites relacionats de l'emperador Yao -en el regnat del qual la gran inundació va començar-, Gun, Shun -successor de Yao com a emperador-, i Yu el Gran -qui finalment va controlar les aigües de la inundació durant el regnat de Shun, i més tard el va succeir com a emperador-.
El mitòleg Yang Lihui veu les quatre muntanyes com quatre déus d'un conjunt de quatre muntanyes, que es refereixen a les mateixes muntanyes reals. KC Wu veu quatre muntanyes com un càrrec ministerial establert per Yao per a «supervisar els assumptes mundans de l'imperi», però assenyala que una veritable descripció de les funcions d'aquesta posició és deficient, no hi ha certesa de si n'hi havia una o quatre persones que ocupessin aquest càrrec ministerial; tanmateix, continua dient que l'evidència suggereix l'existència de quatre d'ells, i que eren ells els que havien de mantenir a Yao, ben informat i aconsellat sobre el que estava succeint al llarg del seu domini.

## Cosmología
Anthony Christie relaciona la figura de «quatre muntanyes» amb la idea cosmològica xinesa d'una terra quadrada, amb cada una de les puntes representant un dels quatre punts cardinals, que es mouria al voltant del governant, i on hi anava per realitzar diversos rituals imperials, com prendre possessió del seu regne. La persona posteriorment ja present en la cort, simbolitza la finalització d'haver pres possessió de tot el seu regne.